# Tour de France 2018/7. Etappe
Die 7. Etappe der Tour de France 2018 fand am 13. Juli 2018 statt. Die  Flachetappe führte über 231 Kilometer von Fougères nach Chartres und war damit die längste Etappe der Frankreichrundfahrt 2018. Etappensieger wurde im Massensprint auf der ansteigenden Zielgeraden Dylan Groenewegen (Team Lotto NL-Jumbo) vor Fernando Gaviria (Quick-Step Floors) und Peter Sagan (Bora-hansgrohe).
Nach 35 Kilometern ergab sich der erste längere Fluchtversuch durch Yoann Offredo, der auch die einzige Bergwertung. Offredo wurde 90 Kilometer vor dem Ziel nach einer Tempoverschärfung infolge von Seitenwind gestellt. Anschließend attackierte Laurent Pichon, dessen Ausreißversuch 38 Kilometer vor dem Ziel endete. Danach gewann Greg Van Avermaet, der zeitgleich Etappen-16- wurde, den Bonussprint und baute so seinen Vorsprung in der Gesamtwertung um drei Bonussekunden auf sechs Sekunden aus. Pichon erhielt die Rote Rückennummer des Tages.